# Børge Mogensen

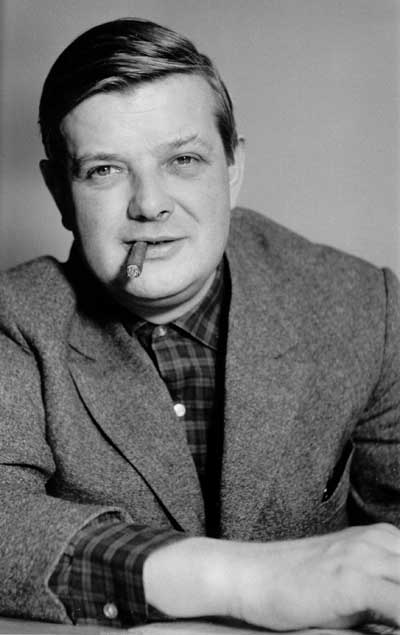
Børge Mogensen

Børge Mogensen (* 13. April 1914 in Ålborg; † 5. Oktober 1972 in Kopenhagen) war ein dänischer Möbeldesigner.

## Werdegang
Børge Mogensen absolvierte bis 1934 eine Lehre zum Tischler. Anschließend studierte er von 1936 bis 1941 an der Königlich Dänischen Akademie der Schönen Künste in Kopenhagen bei Kaare Klint Möbelarchitektur. Er war von 1945 bis 1947 als Assistent bei Klint angestellt. In den 1940ern entwickelte Mogensen zwei Möbelserien für Kinder. Beim Verband dänischer Konsumgenossenschaften (FDB) war er von 1942 bis 1950 Leiter der Abteilung für Möbel. Hier entwickelte er Einzelstücke und komplette Serien, die zu konsumfreundlichen Preisen produziert werden konnten.
1950 gründete Mogensen ein eigenes Studio in Kopenhagen und arbeitete fortan im Auftrag verschiedener dänischer Möbelhersteller, meist in Kooperation mit Andrew Hollingsworth. Seine Entwürfe werden zum Teil von Fredericia Furniture A/S hergestellt und vertrieben. Mit der Firma arbeitete Mogensen seit 1955 zusammen. 

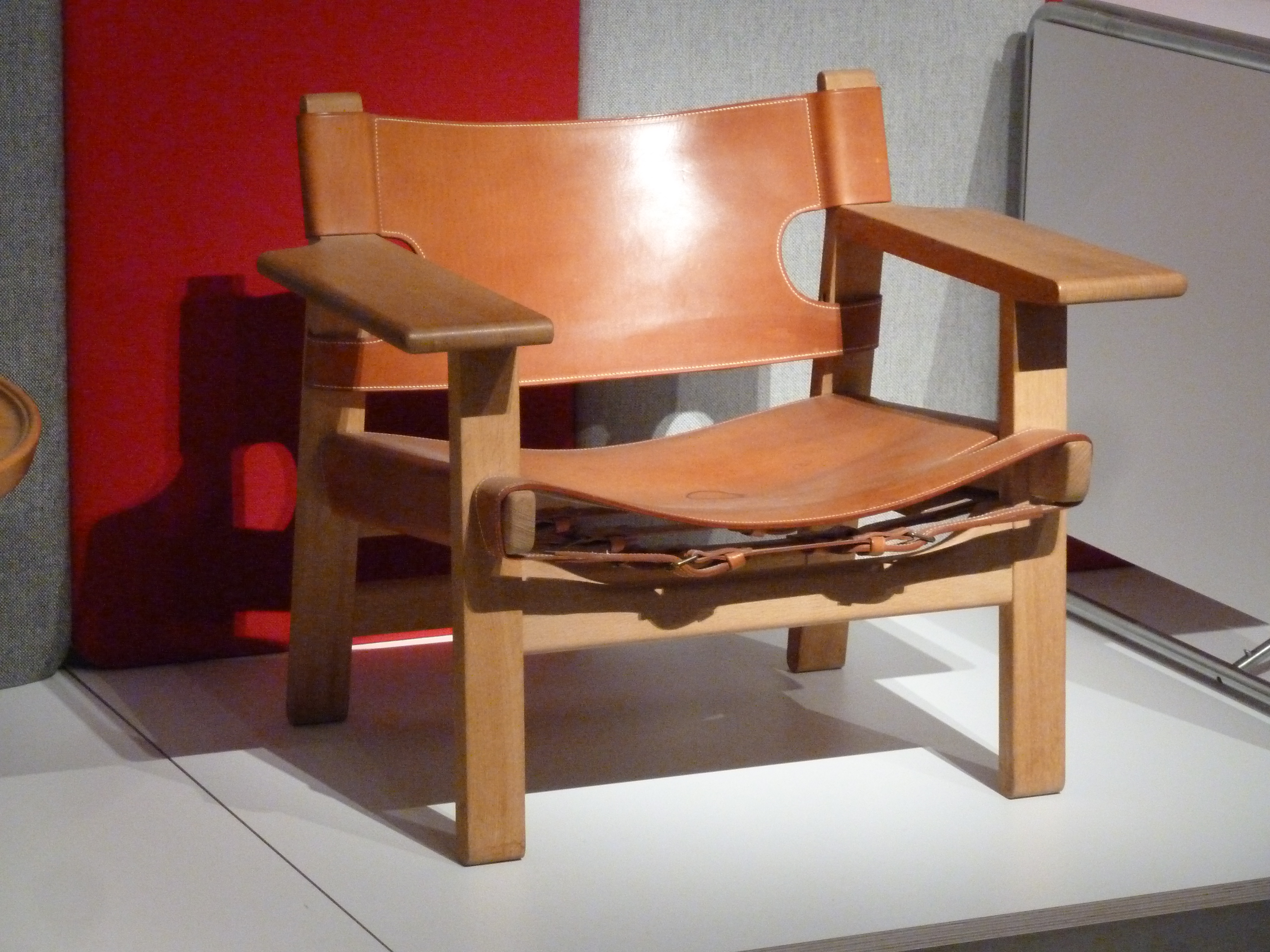
Der "Spanish Chair" von Mogensen

Sein Stil ähnelt dem seines Lehrmeisters Kaare Klint. Wie er entwickelte Mogensen modular aufgebaute Designs, die eine Verwendung für mehrere Zwecke zuließen. Sein Ziel war dabei, Möbel für „Durchschnittsfamilien“ zu schaffen, die deren Ansprüchen und finanziellen Möglichkeiten entsprachen. Er entwickelte Möbel für jeden Raum einer Wohnung. Bei seinen als funktional bezeichneten Designs machte Mogensen Anleihen bei chinesischen, spanischen und anderen traditionellen Stilen. Auch die amerikanischen Shaker-Möbel dienten ihm als Inspiration.

## Auszeichnungen
- 1971: Dänischer Möbelpreis (zusammen mit Fredericia Furniture)
- 1972: C.F. Hansen Medaille
- 1972: Honorary Royal Designer of Industry von der Royal Society of Arts, London

## Dokumentation
- Møbler til tiden - en film om Børge Mogensen von Casper Høyberg, Thomas Mogensen und Malene Vilstrup 2015, 58:18 Min.